# Bagnolo Cremasco
Bagnolo Cremasco är en ort och kommun i provinsen Cremona i regionen Lombardiet i Italien. Kommunen hade 4 885 invånare (2018).